# Resolutie 1226 Veiligheidsraad Verenigde Naties
Resolutie 1226 van de Veiligheidsraad van de Verenigde Naties werd unaniem door de VN-Veiligheidsraad aangenomen op 29 januari 1999. De resolutie riep Ethiopië en Eritrea op een raamakkoord van de OAE te aanvaarden om hun escalerende grensconflict te beslechten.

## Achtergrond
Na de Tweede Wereldoorlog werd Eritrea bij Ethiopië gevoegd als een federatie. In 1962 maakte keizer Haile Selassie er een provincie van, waarop de Eritrese Onafhankelijkheidsoorlog begon. In 1991 bereikte Eritrea na een volksraadpleging die onafhankelijkheid. Er bleef echter onenigheid over een aantal grensplaatsen. In 1998 leidde een grensincident tot een oorlog waarbij tienduizenden omkwamen. Pas in 2000 werd een akkoord bereikt en een 25 kilometer brede veiligheidszone ingesteld die door de UNMEE-vredesmacht werd bewaakt. Een gezamenlijke grenscommissie wees onder meer de stad Badme toe aan Eritrea, maar jaren later werd het gebied nog steeds door Ethiopië bezet.

## Inhoud

### Waarnemingen
Er was een reëel risico op een gewapend conflict tussen Ethiopië en Eritrea. Hun gezamenlijk grens werd steeds zwaarder bewapend. Daarmee kwamen alle inspanningen tot verzoening en heropbouw van de voorbije acht jaren op de helling te staan.

### Handelingen
De Veiligheidsraad steunde de bemiddelingspogingen van de Organisatie van Afrikaanse Eenheid (OAE) en de beslissing van secretaris-generaal Kofi Annan om een Speciale Gezant te sturen ter ondersteuning.
Het was van belang dat het raamakkoord van de OAE werd aanvaard, zoals Ethiopië al had gedaan, en uitgevoerd werd. Ook Eritrea wilde zich inzetten voor het OAE-proces. Beide partijen werden opgeroepen de spanningen te verminderen, het vertrouwen en de humanitaire situatie te verbeteren en het grensgeschil vreedzaam op te lossen.

## Verwante resoluties
- Resolutie 1177 Veiligheidsraad Verenigde Naties (1998)
- Resolutie 1227 Veiligheidsraad Verenigde Naties
- Resolutie 1297 Veiligheidsraad Verenigde Naties (2000)

Lijst ·  1220 ·  1221 ·  1222 ·  1223 ·  1224 ·  1225 ·  1226 ·  1227 ·  1228 ·  1229 ·  1230 ·  1231 ·  1232 ·  1233 ·  1234 ·  1235 ·  1236 ·  1237 ·  1238 ·  1239 ·  1240 ·  1241 ·  1242 ·  1243 ·  1244 ·  1245 ·  1246 ·  1247 ·  1248 ·  1249 ·  1250 ·  1251 ·  1252 ·  1253 ·  1254 ·  1255 ·  1256 ·  1257 ·  1258 ·  1259 ·  1260 ·  1261 ·  1262 ·  1263 ·  1264 ·  1265 ·  1266 ·  1267 ·  1268 ·  1269 ·  1270 ·  1271 ·  1272 ·  1273 ·  1274 ·  1275 ·  1276 ·  1277 ·  1278 ·  1279 ·  1280 ·  1281 ·  1282 ·  1283 ·  1284